# Бакайоко, Амед
Амед Бакайоко (фр. Hamed Bakayoko; 8 марта 1965, Абиджан, Французская Западная Африка — 10 марта 2021, Фрайбург-им-Брайсгау, Баден-Вюртемберг, Германия) — ивуарийский государственный и политический деятель, премьер-министр Кот-д’Ивуара с 30 июля 2020 по 8 марта 2021 года.

## Биография

### Молодые годы и образование
Амед Бакайоко родился 8 марта 1965 года в Абиджане.
Принадлежит к благочестивому мусульманскому роду; среди его предков — основатель города Коро на северо-западе Кот-д’Ивуара. В возрасте 7 лет потерял мать. В дальнейшем воспитывался своим отцом хаджи Анлиу (ум. в 2018 г.). Старший брат — Зуман (заместитель мэра Плато), две сестры — Фатима и Амината.
Учился в современном колледже Аджаме и классическом лицее Абиджана, а в 1984 году окончил колледж Африканской Богоматери со степенью бакалавра категории «D». Во время учёбы работал в студенческих газетах. Заинтересовавшись политикой и революционными преобразованиями Тома Санкары, уехал учиться в Буркина-Фасо. В 1985 году окончил Институт физической математики университета Уагадугу с дипломом об общем университетском образовании. В 1985—1988 годах учился в Высшей школе медицинских наук университета Уагадугу на первом цикле медицинского образования. Вернувшись в Кот-д’Ивуар, в 1988—1990 годах прошёл второй цикл образования на медицинском факультете университета Абиджана, после чего бросил медицину, которой учился лишь под давлением отца.

### Карьера
В 1978 году стал президентом кооператива начальной школы и главным редактором журнала современного лицея Аджаме. В 1980 стал президентом Ассоциации школьников и студентов от мусульманской секции. В 1986 году стал президентом Ассоциации ивуарийских школьников и студентов в Буркина-Фасо. Будучи активным членом Движения студентов и школьников Кот-д’Ивуара, в 1990 году стал основателем и президентом молодёжного движения студентов и школьников при Демократической партии.
В 1991 году в возрасте 25 лет основал ежедневную газету «Le Patriote», в которой сам же был журналистом и издательским директором, поставив себе целью защищать президента Феликса Уфуэ-Буаньи от нападок оппозиции. После смерти Уфуэ-Буаньи, в 1994 году отсидел четыре месяца и шестнадцать дней в абиджанской тюрьме по обвинению в оскорблении главы государства за опубликованное письмо читателя, в котором новый президент Анри Конан Бедье был назван «карликом», его газета была закрыта.
В 1994 году основал первую в стране частную коммерческую радиостанцию «Radio Nostalgie», генеральным директором которой был до 2003 года. В 1997 году начал отвечать за стремительное покрытие сетью радиостанции практически всей Африки, в связи с чем завёл множество связей в политических кругах африканских стран. В 2001 году стал президентом Национального совета покровительствования прессе Кот-д’Ивуара, а также занимал пост национального секретаря финансов демпартии.
13 марта 2003 года назначен министром новых информационных технологий и коммуникации в правительстве премьер-министра Сейду Диарры. Бакайоко сохранил свой пост в правительствах Шарля Конана Банни, Гийома Соро. Его предшественником был Лиа Би Дуауа, а преемником — Гуаруа Хуга Би.
4 декабря 2010 года назначен министром внутренних дел в правительстве Соро в условиях политического кризиса и существования параллельного правительства Жильбера Аке, где министром был Эмиль Гирьеулу. 11 апреля 2011 года, после победы Алассана Уаттары в конфликте с Лораном Гбагбо за пост президента, Бакайоко был переназначен на должность министра внутренних дел. 1 июня того же года, при формировании нового правительства Соро, Бакайоко сохранил свой пост, как впрочем и при Жанно Ауссу-Куадьо, Даниэле Каблане Дункане и Амаду Гоне Кулибали.
11 декабря 2011 года избран депутатом Национального собрания по городу Сегела от Объединения республиканцев. 19 июля 2017 года был назначен на пост министра обороны в правительстве Кулибали. На новой должности в том же году занялся урегулированием ситуации с армейскими мятежами. 13 октября 2018 года избран мэром города Абобо, набрав более 60 % голосов в этой наиболее населённой общине страны и одновременно оплоте правящей партии.
Со 2 мая по 2 июля 2020 года, в период болезни Кулибали, Бакайоко исподнял обязанности премьер-министра Кот-д’Ивуара. В течение двух недель после смерти Кулибали, последовавшей 8 июля того же года, должность оставалась вакантной, что в отсутствие председателей обеих палат парламента на территории Кот-д’Ивуара создало вакуум власти, вкупе с потерей кандидата от правящей партии на президентских выборах. Политическую ситуацию усугубила отставка вице-президента Дункана, в связи с чем начали ходить слухи о том, что Уаттара пойдёт на третий срок, а новым премьер-министром станет сам Бакайоко. 30 июля он был наконец назначен премьер-министром, сохранив за собой пост министра обороны. 3 августа Бакайоко произвёл в правительстве несколько перестановок. 4 августа официально вступил в должность на краткой церемонии в канцелярии премьер-министра в Абиджане.

### Проблемы со здоровьем, смерть
18 февраля 2021 года Бакайоко специальным рейсом вылетел из Абиджана в Париж для проведения медицинского обследования. Официально было заявлено, что он пройдёт «серию медицинских обследований», «отдохнёт» и затем вернётся на родину. По данным СМИ, Бакайоко, страдающий анемией, в апреле и декабре 2020 года дважды сдал положительный анализ на коронавирусную инфекцию, будучи значительно ослабленным болезнью. По прибытии во Францию он был помещён в Американский госпиталь Парижа, а 6 марта в связи с ухудшением состояния здоровья перевезён во Фрайбург (Германия), где госпитализирован в университетскую клинику. 8 марта Уаттара по причине «долгого отсутствия по медицинским показаниям» Бакайоко назначил вместо него исполняющими обязанности премьер-министра и министра обороны Патрика Аши (государственный министр и генеральный секретарь президентской администрации) и своего младшего брата Тене Бирахиму Уаттару (министр по президентским делам), соответственно.
10 марта Бакайоко скончался во Фрайбурге от рака печени в возрасте 56 лет. 11 марта в Кот-д’Ивуаре был объявлен восьмидневный траур, а 13 марта гроб с телом Бакайоко прибыл из Франции в аэропорт Абиджана. 17 марта панихида по Бакайоко прошла у президентского дворца в Абиджане с участием Уаттары и ряда глав африканских государств, а затем его память почтили в ходе церемонии на олимпийском стадионе. 19 марта Бакайоко был похоронен в Сегеле по мусульманскому обряду.

## Награды
Государственные
- Национальный орден Республики Кот-д’Ивуар:
  - степени кавалера Большого креста (март 2021 года, посмертно)[68].
  - степени командора (август 2011 года)[69].
- Орден Коммуникационных заслуг степени командора (январь 2020 года)[70].
- Орден Сельскохозяйственных заслуг степени командора (февраль 2020 года)[4].
- Орден Морских заслуг степени командора (декабрь 2017 года)[71].
- Почётная медаль Полиции с пальмами (ноябрь 2019 года)[72].

Иностранные
- Орден «За заслуги» степени командора (Франция, январь 2012 года)[13].
- Орден Звезды Италии степени великого офицера (Италия, декабрь 2015 года)[73][74][75].
- Орден Жеребца степени командора (Буркина-Фасо, июль 2019 года)[76][77].

## Личная жизнь
Жена — Иоланда Тано, поженились в 1995 году; четверо детей. Владеет французским и английским языками. Является масоном и великим мастером великой ложи Кот-д’Ивуара. В 2014 году стал президентом благотворительного фонда «Fondation Mayama». Поддерживает связи и дружит с главами многих африканских государств.
По причине быстрого восхождения к властным вершинам к Бакайоко пристало прозвище «Золотой мальчик», также его называли «старшим сыном Уаттары». Сам же он отзывался о жене Уаттары, Доминике, как о своей «второй матери». Среди увуарийцев Бакайоко наиболее известен по прозвищу, производному от его имени и фамилии — «Амбак» (фр. Hambak).